# Dorseyville
Dorseyville es un lugar designado por el censo ubicado en el parroquia de Iberville en el estado estadounidense de Luisiana. En el censo de 2020 tenía una población de 159 habitantes y una densidad poblacional de 407,69 habitantes por km². Fue incluido como CDP en el censo de 2020. 

## Geografía
Dorseyville se encuentra ubicado en las coordenadas 30°10′36″N 91°09′43″O / 30.17667, -91.16194. Según la Oficina del Censo de los Estados Unidos,  tiene una superficie total de 0,39 km², todos correspondientes a tierra firme.